# NGC 3741
NGC 3741 ist eine irreguläre Zwerggalaxie vom Hubble-Typ im Sternbild Großer Bär am Nordsternhimmel. Sie ist schätzungsweise 12 Millionen Lichtjahre von der Milchstraße entfernt und hat einen Durchmesser von etwa 5.000 Lichtjahren. 
Das Objekt wurde am 19. März 1828 von dem britischen Astronomen John Herschel mit einem 48-cm-Teleskop entdeckt. 